# Лејнсборо (Минесота)
Лејнсборо (енгл. Lanesboro) град је у америчкој савезној држави Минесота.

## Демографија
По попису из 2010. године број становника је 754, што је 34 (-4,3%) становника мање него 2000. године.
| Група             | 2000.       | 2010.       |
| Белци             | 781 (99,1%) | 733 (97,2%) |
| Афроамериканци    | 2 (0,3%)    | 2 (0,3%)    |
| Азијати           | 1 (0,1%)    | 0 (0,0%)    |
| Хиспаноамериканци | 2 (0,3%)    | 7 (0,9%)    |
| Укупно            | 788         | 754         |